# Nafis
Nafis foi décimo primeiro filho de Ismael (Gênesis 25:15; 1 Crônicas 1:31). Nafis, juntamente com outros clãs hagarenos, foi esmagadoramente derrotado por tribos de Israel no oriente do Jordão (1 Crônicas 5:19). Seus descendentes são mencionados entre os servidores do templo com o nome "nefusins" (versão Almeida Revisada Imprensa Bíblica), "nefuseus" (versão Almeida Corrigida e Revisada Fiel), "Nefusim" (Nova Versão Internacional) ou "Nefisim" (Sociedade Bíblica Britânica) (Esdras 2:50).